# Le Temps du ghetto
Pour plus de détails, voir Fiche technique et Distribution.
Le Temps du ghetto est un film documentaire français réalisé par Frédéric Rossif et sorti en 1961.

## Synopsis
L'histoire du ghetto de Varsovie au cours de la Seconde Guerre mondiale.

## Fiche technique
- Titre : Le Temps du ghetto
- Réalisation : Frédéric Rossif
- Conseiller historique : Michel Borwicz
- Commentaire : Madeleine Chapsal et Frédéric Rossif, dit par Nadine Alari et Jacques Perrot
- Photographie : Marcel Fradetal
- Son : Pierre Calvet et Julien Coutellier
- Musique : Maurice Jarre
- Montage : Suzanne Baron
- Production : Les Films de la Pléiade
- Pays d'origine :  France
- Durée : 82 minutes
- Date de sortie : France - 22 novembre 1961